# Casalvecchio Siculo
Casalvecchio Siculo är en ort och kommun i storstadsregionen Messina, innan 2015 i provinsen Messina, i regionen Sicilien i sydvästra Italien. Kommunen hade 796 invånare (2017).